# Казале Сан Никола (Терамо)
Казале Сан Никола (итал. Casale San Nicola) је насеље у Италији у округу Терамо, региону Абруцо.
Према процени из 2011. у насељу је живело 235 становника. Насеље се налази на надморској висини од 852 м.